# Papuaistus biroi
Papuaistus biroi är en insektsart som beskrevs av Griffini 1911. Papuaistus biroi ingår i släktet Papuaistus och familjen Anostostomatidae. Inga underarter finns listade i Catalogue of Life.